# サイコXX
『サイコXX』（サイコダブルエックス、原題: How Awful About Allan）は、1970年9月22日に米ABCに製作・放送されたテレビ映画。『サイコ』等で有名なアンソニー・パーキンス主演の心理スリラーである。
日本では長らく公開・放映が見送られつづけ、2009年に初めてDVD化され日の目を見た。

## あらすじ
高名な学者である父が、家の火災のため焼死した。その息子アランは事故を目の当たりにしたショックから心に傷を負い精神病院へ入院していた。ほどなく、アランのもうひとりの肉親で顔半分に火傷を負いながらも命を取り留め既に社会復帰していた姉のキャサリンに連れ添われアランは退院するも、後遺症は思いのほか強く、人と接触することはおろか、婚約者の訪問や軽い外出までもひたすら拒む毎日を送った。
そんなある日、家の2階の一部屋を学生の下宿部屋として貸し出すことをキャサリンから告げられた。その日から、落ち着いていたアランの精神状態がにわかに掻き乱され、幻聴や自らを辱める幻覚に悩まされていく。次第に何者かが自分を陥れようとしていると直感したアランの前に、意外な人物が浮上する。

## スタッフ
- 監督：カーティス・ハリントン
- 原作、脚本：ヘンリー・ファレル
- 撮影：フリート・サウスコット
- 音楽：ローレンス・ローゼンタール

## キャスト
- アラン：アンソニー・パーキンス
- キャサリン：ジュリー・ハリス